# Julian Piotrowiak
Julian „Julio” Piotrowiak (ur. 29 kwietnia 1970) – polski gitarzysta rockowy, znany jako basista zespołu Pidżama Porno w latach 1989–2014. Grał również w zespole Świat Czarownic.
Posiada wykształcenie średnie. Pracuje jako nauczyciel gry na basie w Poznaniu. Jest kuzynem Rafała Piotrowiaka – perkusisty Pidżamy Porno i Strachów na Lachy.